# VMHC Cartouche
Voorburgse Mixed Hockey Club Cartouche is een hockeyclub uit de Nederlandse plaats Voorburg.
De hockeyclub werd opgericht op 9 oktober 1949 en speelt op Sportpark DuiveSteyn. In 1971 werd de koeienstal van boerderij Oost-Duivestein verbouwd tot kantine.
In het seizoen 2012 promoveerden zowel het eerste heren- als het eerste damesteam naar de Overgangsklasse, nadat zij beide kampioen waren geworden in de Eerste klasse.
Cartouche heeft op het eigen sportpark de beschikking over vijf kunstgrasvelden, waarvan twee velden dezelfde mat (Greenfields TX veld) hebben als die op het Wereldkampioenschap hockey 2014. Tijdens dat mondiale toernooi bood de club voor trainingen e.d. onderdak aan de Belgische hockeyploegen (mannen en vrouwen).
In de winter van 2016 kreeg de club zijn zaalhockey Dome, met daarin twee zaalvelden. Diezelfde winter promoveerde het eerste herenteam naar de Hoofdklasse zaalhockey. In het seizoen daarop, 2017-2018 eindigde Cartouche als verliezend finalist voor het landskampioenschap.